# Ключ 20
Ключ 20 (иер. 勹) со значением «обёртка», двадцатый по порядку из 214 традиционного списка иероглифических ключей, используемых при написании иероглифов.

## Описание
Баобу (кит. 勹部, яп. Цуцугамаэ) — 20-й ключ Канси. Относится к группе двухчертных ключей (эрхуа). Основное значение «Завёртывать». Ключ баобу является графическим праобразом первого знака алфавита бопомофо (ㄅ — Бо).

## История
Древняя идеограмма изображала нагнувшегося человека, который собирается что-то взять в охапку.
Современный иероглиф обозначает «завертывать, обматывать, связывать».
В качестве ключевого знака используется редко.
В словарях расположен под номером 20.

## Примеры иероглифов
| Доп. черты | Примеры                 |
| ---------- | ----------------------- |
| 0          | 勹                      |
| 1          | 勺                      |
| 2          | 勻 勼 勽 勾 勿 匀 匁 匂 |
| 3          | 匃 匄 包 匆 匇          |
| 4          | 匈                      |
| 5          | 匉                      |
| 6          | 匊 匋 匌                |
| 7          | 匍                      |
| 8          | 匎                      |
| 9          | 匏 匐                   |
| 10         | 匑 匒                   |
| 11         | 匓                      |
| 14         | 匔                      |